# Kvarteret Murbruket

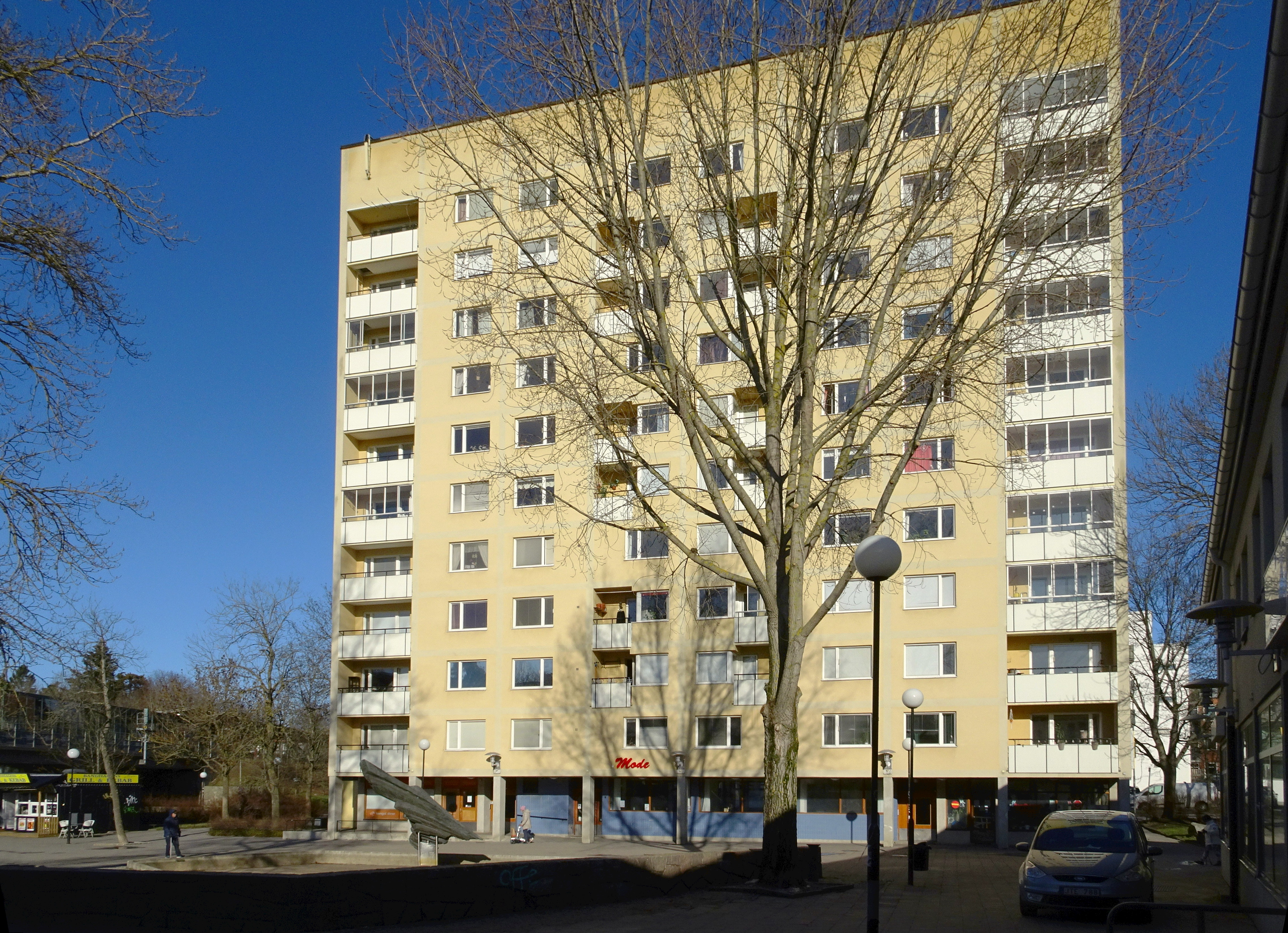
Höghuset "Murbruket 1" sett från östra torget, februari 2020.

Kvarteret Murbruket ligger vid Bandhagenplan 9–11 i Bandhagens centrum i Bandhagen, södra Stockholm. Kvarteret består av en enda fastighet ”Murbruket 1” som är bebyggd med ett elva våningar högt skivhus som invigdes 1955. Fastigheten är grönmärkt av Stadsmuseet i Stockholm vilket innebär "särskilt värdefull från historisk, kulturhistorisk, miljömässig eller konstnärlig synpunkt". Murbruket 1 ägs och förvaltas av bostadsrättsföreningen HSB Bandhagen.

## Historik

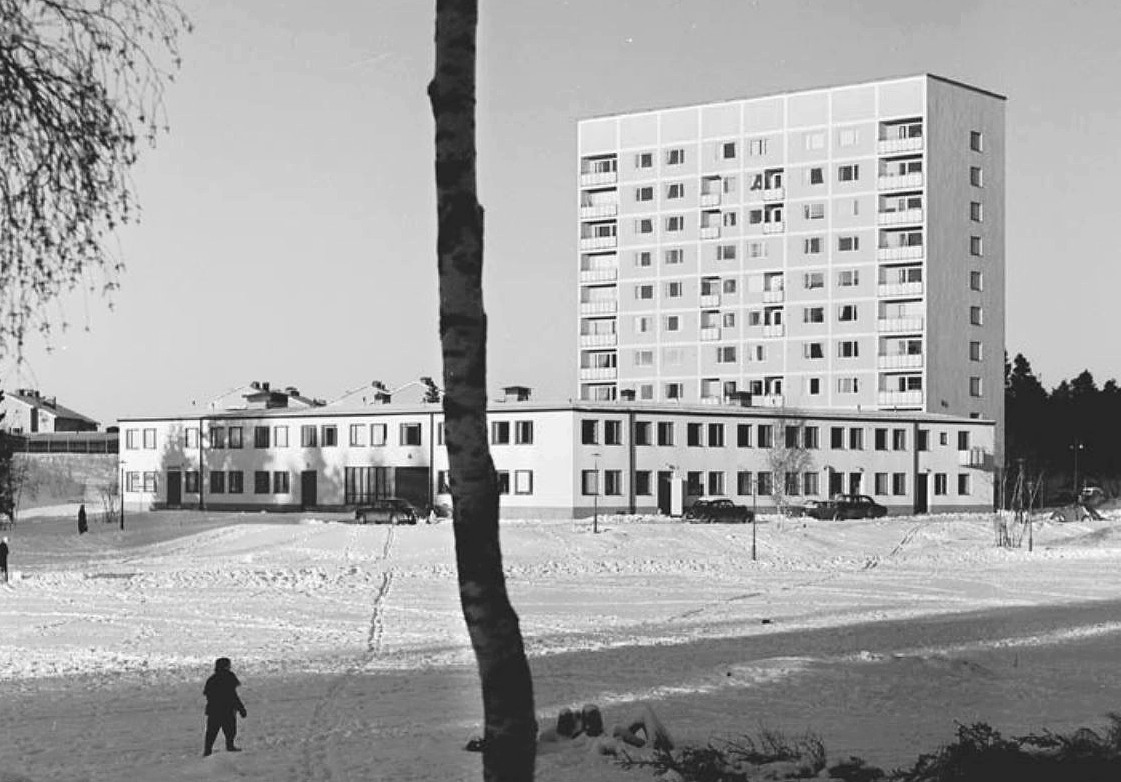
Hög- och låghusen från sydost, 1956.

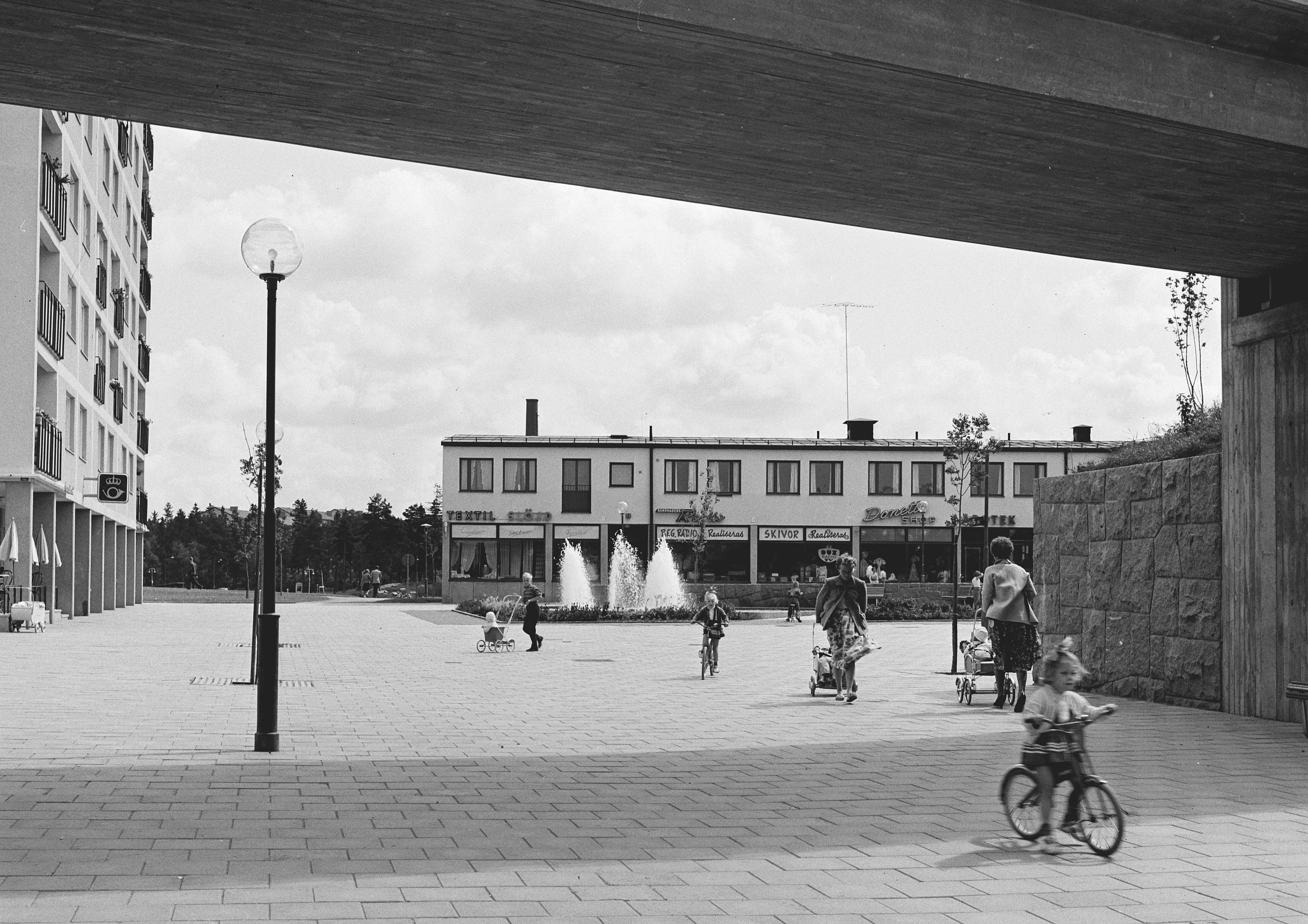
Höghuset (t.v.), torget och låghuset, österut från tunnelbanan, 1955.

Stadsplanen för Bandhagen och Bandhagens centrum vann laga kraft 1950 och förtydligades 1953 med bland annat ett 11 våningar högt och 13 meter tjockt skivhus i kvarteret Murbruket. Enligt planbeskrivningen skulle bottenvåningen ”reserveras för butiks- och kontorsändamål och de övriga våningar för bostadsändamål, huvudsakligen för mindre lägenheter”.
Byggnaden var dessutom tänkt som den nya stadsdelens ”utropstecken” och markör. Det var ett tidstypiskt sätt att markera ett förortscenter och återkommer i bland annat Högdalens centrum, Bagarmossens centrum, Hagsätra centrum, Kärrtorps centrum, Björkhagens centrum och Västertorps centrum.

## Namnet
”Murbruket” ansluter till omgivningens kvartersnamn som inspirerats av begrepp från murningsteknik och tegel, bland dem Skalmuren, Pettringen, Rullskiftet, Löpskiftet, Hålkälen och Glasteglet.

## Byggnadsbeskrivning
HSB ägde marken och arkitektuppdraget gick till därför till Fred Forbat och Harry Egler på HSB:s stadsplaneavdelning. Konstruktör var HSB:s konstruktionsavdelning och huset uppfördes av Skånska Cementgjuteriet (dagens Skanska).
Stommen består av platsgjuten betong som kläddes med putsad lättbetong. Den stora fasadytan uppdelade arkitekterna i rutor genom en målning av horisontala och vertikala band i ljusare kulör. Den effekten försvann nästen helt efter en fasadrenovering på 1990-talet. Samtidigt byttes sockelvåningens ursprungliga mosaikbeklädnad mot ljusblå klinkerplattor.
Huvudfasaden vänder sig mot torget i söder som inramas av en låg vinkelbyggnad med butiker, även den ritad av Forbat och Egler. Till söderfasaden förlades balkonger och en arkadgång i bottenvåningen. Mot norr och Trollesundsvägen är fasaden mera sluten. Därifrån sköttes även lastning och lossning av varor. Bottenvåningen specialritades för ett numera nedlagt postkontor. I båda kortändar fanns ett konditori respektive en butikslokal (idag en restaurang och en trafikskola). Våningsplanen nåddes via två trapphus med varsin hiss. På våning 1, 4, 7 och 10 trappor kopplades de båda trapphusen samman med en mittenkorridor. Här inrättades huvudsakligen små ettor med kokvrå. Större lägenheter förlades till våning 2, 3, 5, 6 och 8 trappor. I källarvåningen anordnades skyddsrum och tvättstuga.

Nutida bilder
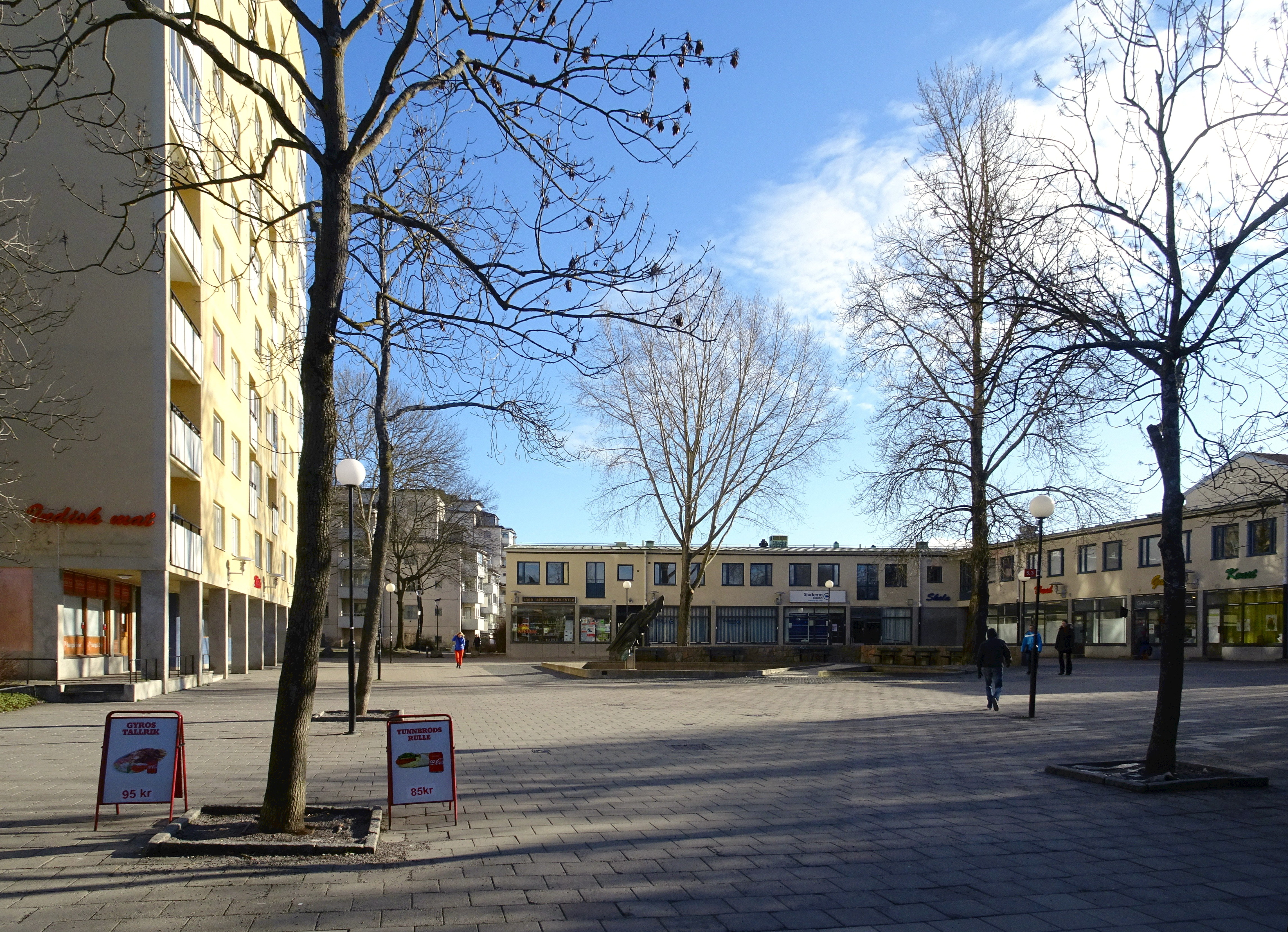
Östra torget med höghuset och låghuset.
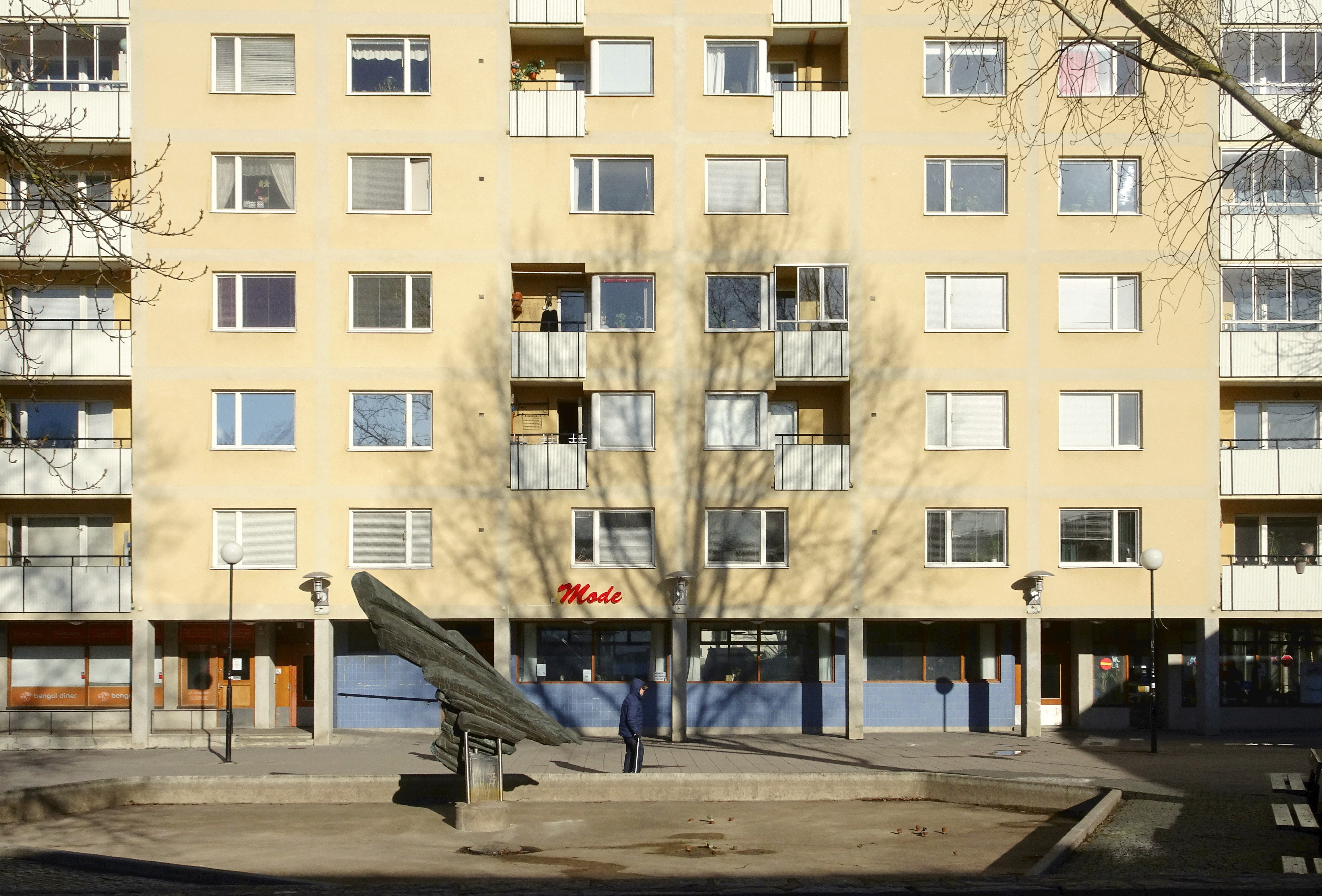
Höghusets söderfasad.
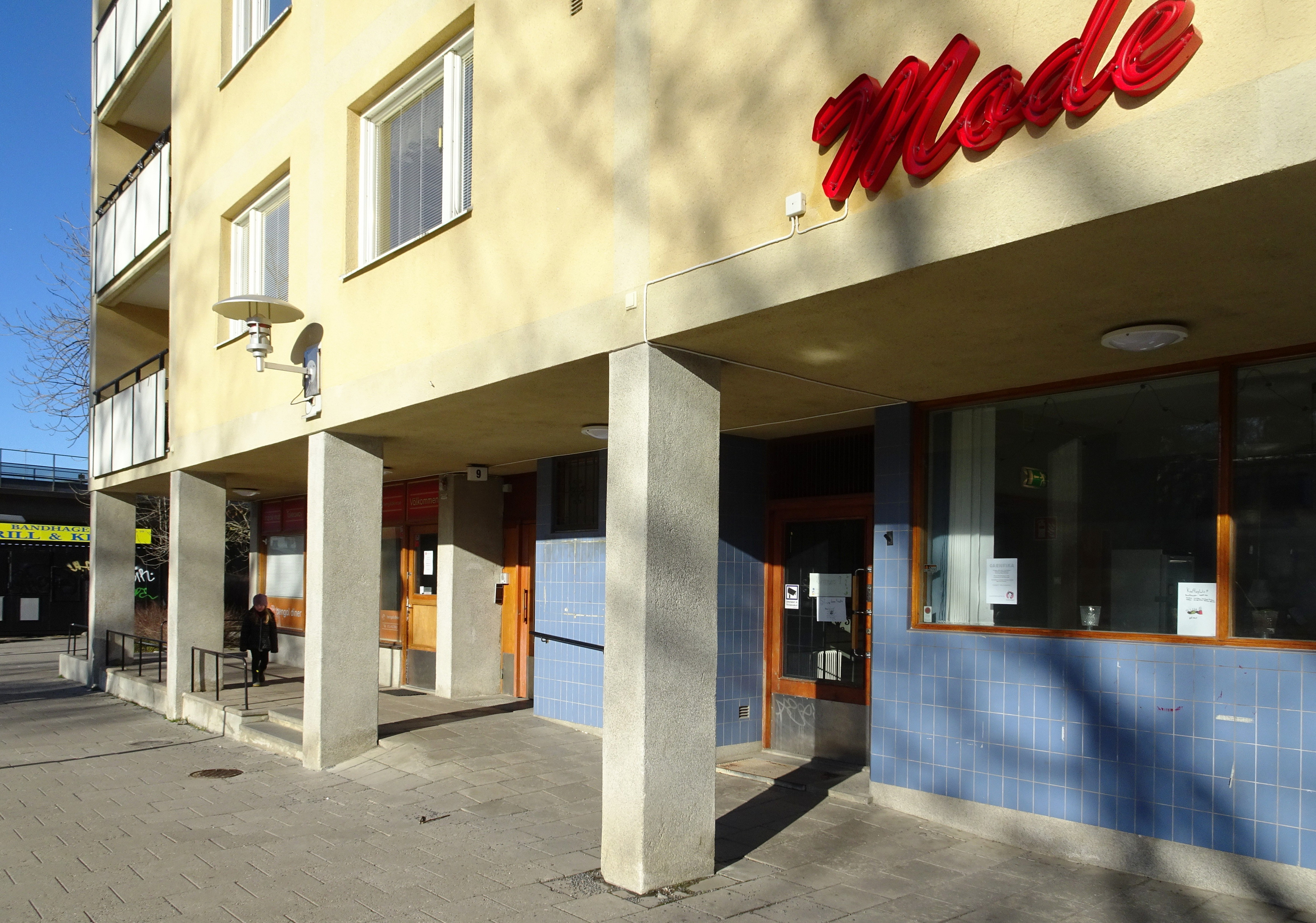
Arkadgången, tidigare låg Posten här.
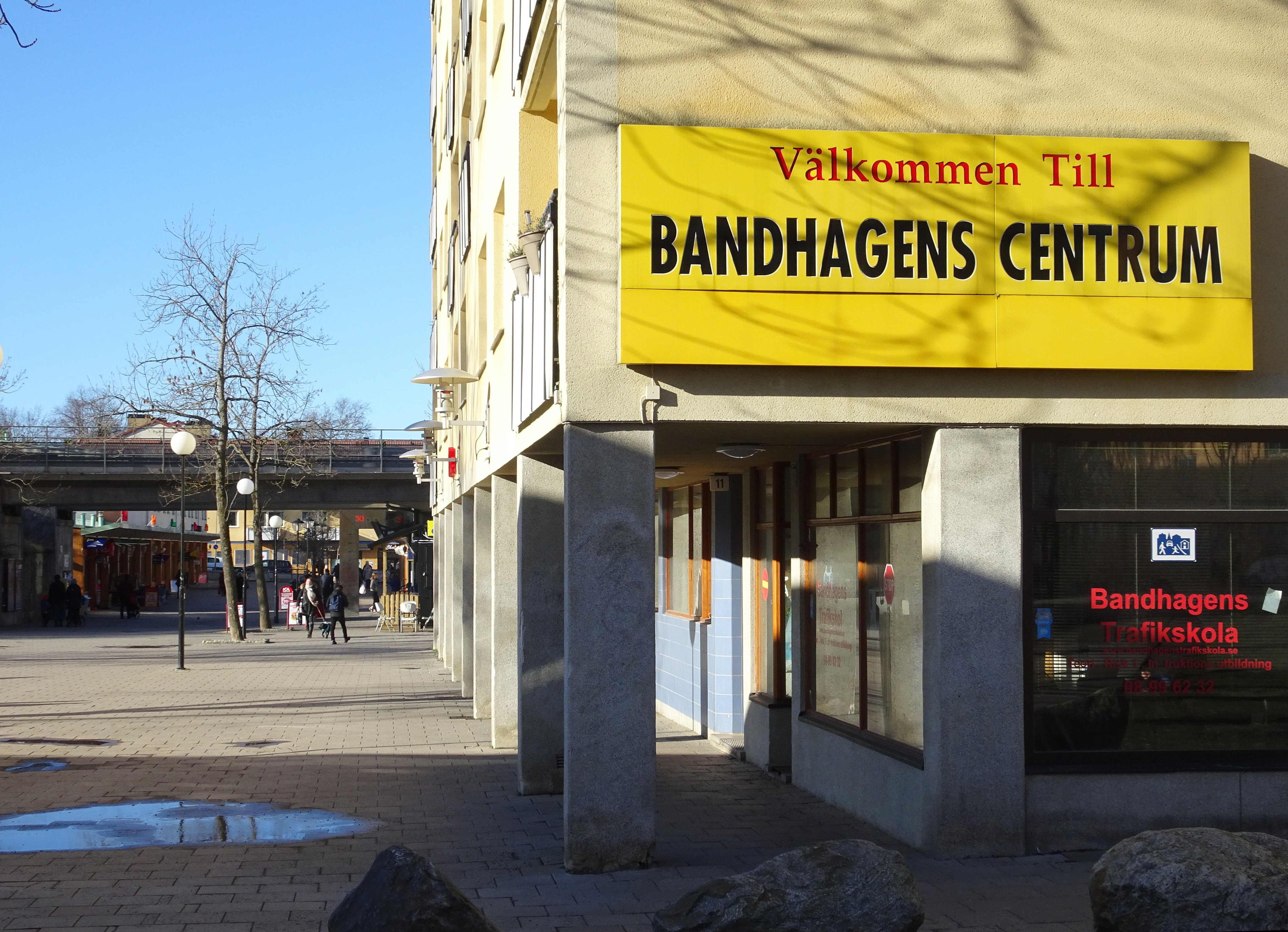
Arkadgången med tunnelbanan i fonden.
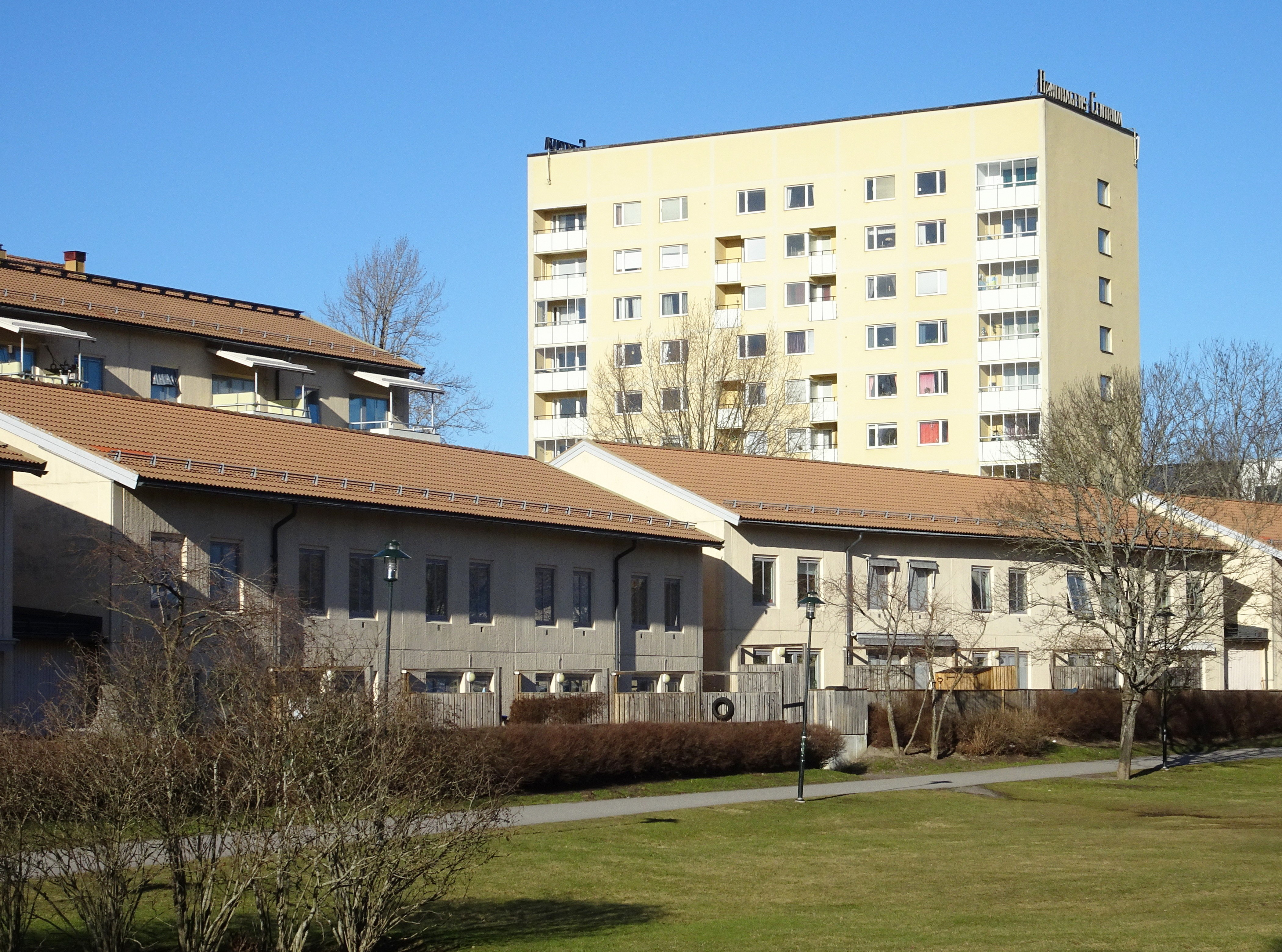
Höghuset med ny bebyggelse från 1990-talet framför. Jämför fotot från 1956.